# White Noise (canción de Disclosure)
«White Noise» es una canción del dúo electrónico británico de garage house Disclosure, con la voz del dúo AlunaGeorge. El sencillo se lanzó en formato digital el 1 de febrero de 2013 en el Reino Unido. La canción llegó al puesto 2 en la lista UK Singles Chart. La pista pertenece al próximo álbum de Disclosure. Fue escrita por Howard Lawrence, Guy Lawrence, Aluna Francis y James Napier.
En los Brit Awards de 2014, Lorde, Disclosure y Aluna Francis unieron fuerzas para interpretar una nueva versión del éxito, «Royals» para después hacer una transición con «White Noise». Esta versión fue lanzado al mercado bajo el nombre «Royals/White Noise» y sus ventas fueron destinadas a la caridad War Child.

## Formatos y remezclas
| Descarga digital |                                   |          |  |
| N.º              | Título                            | Duración |  |
| 1.               | «White Noise» (feat. AlunaGeorge) | 5:40     |  |

| Descarga digital (Versión en los Brit Awards) |                      |          |  |
| N.º                                           | Título               | Duración |  |
| 1.                                            | «Royals/White Noise» | 4:59     |  |

## Logro comercial
El 3 de febrero de 2013 la canción ingreso en la lista UK Singles Chart en el puesto 28. Después de dos días de ventas, el 6 de febrero se anunció que la canción había subido 26 lugares, llegando al puesto número 2.

## Posiciones en las listas y certificaciones
| País (2013)                           | Mejor posición |
| ------------------------------------- | -------------- |
| Bélgica (Flandes) (Ultratop 50)       | 19             |
| Escocia (The Official Charts Company) | 10             |
| Irlanda (IRMA)                        | 84             |
| Reino Unido (UK Singles Chart)        | 2              |
| Reino Unido (UK Dance Chart)          | 1              |

| Lista (2014)                          | Mejor posición |
| ------------------------------------- | -------------- |
| Irlanda (Irish Singles Chart)         | 93             |
| Nueva Zelanda (Recorded Music NZ)     | 9              |
| Reino Unido (Official Charts Company) | 72             |

| País        | Organismo certificador | Certificación | Ventas  | Ref.   |
| ----------- | ---------------------- | ------------- | ------- | ------ |
| Reino Unido | BPI                    | Oro           | 400 000 | [ 14 ] |

## Historial de lanzamientos
| País        | Fecha                | Formato          | Discográfica   | Ref.  |
| ----------- | -------------------- | ---------------- | -------------- | ----- |
| Reino Unido | 1 de febrero de 2013 | Descarga digital | Island Records | [ 4 ] |